# MOCAF
Vous pouvez aider à l'améliorer ou bien discuter des problèmes sur sa page de discussion.
- Il ne cite pas suffisamment ses sources. Vous pouvez indiquer les passages à sourcer avec {{référence nécessaire}} ou {{Référence souhaitée}}, et inclure les références utiles en les liant aux notes de bas de page. (Marqué depuis décembre 2017)
- Il contient une ou plusieurs listes. Le texte gagnerait à être rédigé sous la forme d’un ou plusieurs paragraphes synthétiques, afin d’être plus agréable à lire. (Marqué depuis mai 2021)

- Archive Wikiwix
- Bing
- Cairn
- DuckDuckGo
- E. Universalis
- Gallica
- Google
- G. Books
- G. News
- G. Scholar
- Persée
- Qwant
- (zh) Baidu
- (ru) Yandex
- (wd) trouver des œuvres sur Wikidata

La brasserie MOCAF (acronyme de « Motte-Cordonnier Afrique »), société agroalimentaire spécialisée dans la fabrication de boissons, est l'entreprise chef de file du secteur industriel de la Centrafrique.

## Les grandes dates
- 1951 : création de la MOCAF par « Brasserie Motte Cordonnier Afrique » par Bertrand Motte.
- 1953 : production du premier brassin.
- 1975 : vente de l'usine au groupe belge INTERBREW.
- 1982 : création de la SCB (Société Centrafricaine de Boissons) par M. Pierre Castel.
- 1993 : fusion de la SCB avec la MOCAF.
- 1993-2001 : une seule usine, la MOCAF faisant partie du Groupe Castel via sa filiale Brasseries et glacières internationales.

## Produits

### Lesbières
- Mocaf Export
- Castel Beer
- 33 Export
- Pelforth Stout

### Lesalcools-mix
- La gamme
  - Booster Vodka Pamplemousse
  - Booster Whisky Cola
  - Booster Rhum Ginger (Nouveau).

### Lesboissons gazeuses
- La gamme D'JINO 
  - D’JINO Ananas
  - D’JINO Cocktail de Fruits
  - D’JINO Cola
  - D’JINO Grenadine
  - D’JINO Orange
  - D’JINO Pamplemousse
  - D’JINO Soda
  - D’JINO Tonic

- La gamme TOP 
  - TOP Cola
  - TOP Pamplemousse
  - TOP Orange
  - TOP Mangue
  - TOP Coktail

### Lesenergy drinks
- XXL Energy

### L'eau
- L’Eau Vitale

### Lesvins et spiritueux
- La Clé des Châteaux (Magasin)
  - Châteaux et Domaines CASTEL
  - Maison Castel
  - Vins français
  - Vins étrangers
  - Autres
  - Champagnes
  - Spiritueux (whisky, gin, vodka, cognac, liqueur).